# Kocbekov dom na Korošici
Kocbekov dom na Korošici (1803 m) je planinska postojanka, ki stoji v kotlini Korošice, pod južnim pobočjem Ojstrice. Imenovana je po Franu Kocbeku, pobudniku in organizatorju slovenskega planinstva v Kamniško-Savinjskih Alpah. Prvotna koča, ki jo je postavilo Nemško-avstrijsko planinsko društvo leta 1876, je leta 1881 pogorela. Leto kasneje so zgradili novo. Po prvi svetovni vojni je nemško kočo prevzela Savinjska podružnica SPD. V 30. letih 20. stoletja je bila večkrat obnovljena. Med drugo svetovno vojno je kočo zasegla nemška planinska organizacija, po vojni pa so jo prevzeli celjski planinci. V letih 1969–1973 je bila deležna večje prenove in dana v uporabo 16. septembra 1973. Upravlja jo PD Celje Matica.
Dom je 20. oktobra 2017 v celoti uničil požar.

## Dostopi
- 4½ h: od Doma v Kamniški Bistrici (601 m), čez Presedljaj
- 2 h: od Luč mimo planine Podvežak (1440 m)
- 2½ h: od Luč mimo planine Ravne (1500 m)
- 4 h: od Rogovilca skozi Robanov kot, po Slovenski planinski poti

## Prehodi
- 4 h: do Črnuškega doma na Mali planini (1526 m), čez Konja
- 3 h: do Koče na Kamniškem sedlu (1864 m), čez južna pobočja Planjave
- 3½ h: do Koče na Klemenči jami pod Ojstrico (1208 m), čez Škarje

## Vzponi na vrhove
- 1 h: Lučki Dedec (2023 m)
- 1½ h: Ojstrica (2350 m)
- 2 h: Planjava (2394 m), čez Petkove njive
- 2½ h: Planjava (2394 m), čez Lučko Babo
- 1½ h: Veliki vrh (2110 m)